# Hamma
Hamma là một đô thị ở huyện Nordhausen, trong bang Thüringen, Đức. Đô thị Hamma có diện tích 5,76 km².